# Heliophanus debilis
Heliophanus debilis är en spindelart som beskrevs av Simon 1901. Heliophanus debilis ingår i släktet Heliophanus och familjen hoppspindlar. Inga underarter finns listade i Catalogue of Life.